# 傻瓜向錢衝
《傻瓜向錢衝》（英語：Two Idiots），是一部於2016年上映的冒險喜劇電影。由陳秉立、謝炘昊、吳可熙、張珮瑩、應蔚民、郎祖筠、徐亨、翁馨儀、賈孝國領銜主演。台灣於2016年5月6日上映。

## 劇情簡介
單純的傻瓜—昌仔（謝炘昊飾）、用盡心機的傻瓜—阿寶（陳秉立飾），誤打誤撞進入討債集團展開一段荒唐的討債旅程，錢沒討回半毛，眼淚倒是流了不少。
秉信著「苦幹實幹就會出頭天」的人生信念，昌仔一邊努力練習凶神惡煞，一邊暗自期待債務還清那天能與暗戀對象--美里（翁馨儀 飾）重逢;阿寶一邊試著狠下心腸，一邊愧疚著無法給女兒圓圓無憂無慮的生活。兩人在同樣的現實生活中奮鬥，心中懷著不同的心事煩惱，但有一致的終極目標：脫離這樣的生活！
好不容易得到一張一千萬元本票，債務人卻是獨立經營育幼院的院長（郎祖筠 飾），這再度激發了昌仔與阿寶滿出來的同情心，面對能解救困境的金錢誘惑與不斷被喚起的善良本性，兩個傻瓜的矛盾大對決再度上演。

## 演員陣容
| 演員姓名 | 演員介紹 | 角色名稱   | 介紹 |
| 謝炘昊   | 出生：1978年6月12日 藝名浩子，原名謝正浩，2007年改名為謝炘昊 台灣彰化人 國立中央大學資訊管理學系畢業 與陳秉立(阿翔)組成兩人搞笑團體浩角翔起 2011年所屬團體浩角翔起以主持《食尚玩家》獲得第46屆金鐘獎最佳綜藝節目主持人獎 2016年12月29日，辭《食尚玩家》主持工作，宣告暫別演藝圈1年，2018年2月23日復出                                                         | 林宏昌     | 昌仔 昌仔原是螺絲工廠小主管，為人老實的他在簽下本票、老闆欠債跑路後成為討債集團成員 與陳家寶(阿寶)開著車跟著圓圓，發現阿寶不敢叫圓圓，所以在車上幫她大喊圓圓 因徵信社的秘書離職，順路載她前往南港車站，在此與她告別 靠著小秘書給的地圖去找美里，並且發現美里有男朋友了 |
| 陳秉立   | 出生：1981年3月9日 藝名阿翔，原名陳文翔，2007年改名為陳秉立 台灣台南人 中華藝校影劇科畢業 與浩子組成兩人搞笑團體浩角翔起 2011年所屬團體浩角翔起以主持《食尚玩家》獲得第46屆金鐘獎最佳綜藝節目主持人獎 | 陳家寶     | 阿寶 因為無力還債選擇不告別離開家庭，進入討債集團工作，口才雖好但容易心軟 與林宏昌(昌仔)開著車跟著圓圓，發現她長大了，卻不敢見她 因徵信社的秘書離職，順路載她前往南港車站，在此與她告別                                                                                |
|          | | 陳圓圓     | 圓圓 陳家寶(阿寶)的女兒 因為陳家寶(阿寶)無力還債選擇不告別離開 |
| 吳可熙   | 出生：1983年2月6日 為台灣女演員 2014年以電影《冰毒》獲得加拿大電影電視節最佳女主角獎，並獲提名第15屆華語電影傳媒大獎最佳女主角獎 2015年以短片《海上皇宮》獲得東京短片電影節最佳女演員獎 2016以《再見瓦城》入圍第53屆「金馬獎最佳女主角獎」 於2017年電影「血觀音」中出演棠寧                                                                                   | MONICA     | 徵信社大嫂 |
| 張珮瑩   | 出生：1982年6月22日 臺灣女藝人、主持人 藝名張允曦 輔仁大學哲學系畢業 2008年以公視人生劇展-《蟹足》提名第43屆「金鐘獎迷你劇集女配角獎」 | 小秘書     | 幫林宏昌(昌仔)GPS定位0921459052的位置，因為相信他是好人所以幫他定位 因林宏昌(昌仔)與陳家寶(阿寶)錄的錄音檔，讓他清醒選擇離開徵信社 搭乘林宏昌(昌仔)與陳家寶(阿寶)開的車前往南港車站，在此與他們告別                                                                    |
| 應蔚民   | 出生：1970年10月24日 綽號小應 台灣男歌手，為夾子電動大樂隊主唱 演出《海角七號》中水蛙這個角色後爆紅 應蔚民以充滿台灣本土風格的音樂創作與演技著稱，但出身眷村的他其實不會說台語。出道後經濟狀況不佳，甚至曾有一天只吃一餐的窘境，直到2008年海角七號電影之後，收入才漸穩定 已離婚，育有一子一女。                                                               | 龍哥       | 徵信社員工 |
| 郎祖筠   | 出生：1965年4月5日 是一位籍貫遼寧錦州 台灣臺中市人 表演藝術從業者 1991年正式進入演藝圈 1997年以我們一家都是人-台灣精神入圍「金鐘獎最佳女配角」 1999年以民視《非常生活》入圍「金鐘獎最佳社會教育文化節目主持人」 2000年3月創辦了春河劇團 | 劉美美     | 育幼院院長 |
| 徐亨     | 出生：1964年11月29日 曾用徐建宇為藝名 台灣男演員、男歌手兼主持人 曾以民視《意難忘》一劇榮獲2006年第41屆金鐘獎最佳男配角獎 2012年5月15日晚間宣布因投資失利，欠款五千萬新台幣，宣告破產 2012年7月11日上談話性節目年代《今晚誰當家》的錄影，他說：「生意失敗不可恥，可恥的是欠錢數字說太少。」他日前宣布欠債近5000萬，改口投資賠1到2億，所有投資共賠了10億新台幣 | 徵信社大哥 | |
| 潘正坤   | | 徵信社員工 | |
| 翁馨儀   | | 美里       | |
|          | | Jerry      | 美里男朋友 |
| 王盛弘   | | 美里父親   | |
| 賈孝國   | | 麵攤老闆   | |
| 鄭凱瀚   | 出生7月14日 台灣高雄人 擔任2018年魅登峰劇團六月份古蹟定目劇演出「相逢何必曾相識」的舞台監製/音效 2019年4月20日擔任旗津滿月趴DJ | 螺絲工人   | |
| 沈奕廷   | | 螺絲工人   | |
| 卓家凱   | | 螺絲工人   | |
| 林四鎮   | | 老伯伯     | |

## 電影歌曲
| 曲別   | 歌名 | 演唱者   | 作詞 | 作曲 | 備註 |
| 主題曲 | 衝   | 亂彈阿翔 |      |      |      |

## 工作人員
- 監製：黃志明
- 執行監製：林添貴
- 製作人：
- 導演：黃銘正
- 故事：黃銘正、劉志宏
- 編劇：黃銘正、蔡逸君
- 製作公司：角子影音製作有限公司
- 發行公司：榖得電影

## 票房
上映五週，台北總票房為新台幣226萬。

## 外部連結
- 傻瓜向錢衝的Facebook專頁
- 香港影庫上《傻瓜向錢衝》的資料（繁體中文）
- Yahoo奇摩電影上《傻瓜向錢衝》的資料（繁體中文）
- 開眼電影網上《傻瓜向錢衝》的資料（繁體中文）
- 时光网上《傻瓜向錢衝》的資料（简体中文）
- 豆瓣电影上《傻瓜向錢衝》的資料 （简体中文）
- 互联网电影数据库（IMDb）上《傻瓜向錢衝》的资料（英文）
- AllMovie上《傻瓜向錢衝》的资料（英文）
- Box Office Mojo上《傻瓜向錢衝》的資料（英文）